# Simone Jelks
Simone Marie Jelks (* 9. März 1986 in Cleveland, Ohio) ist eine US-amerikanische Schiedsrichterin im Basketball, die seit dem Jahr 2019 in der NBA tätig ist. Sie trägt die Uniform mit der Nummer 81.

## Karriere

### College-Basketball
Vor dem Einstieg in die NBA arbeitete sie drei Jahre als College-Basketballschiedsrichterin u. a. in der Mid-American Conference und Horizon League.

### National Basketball Association
Jelks begann im Jahr 2019 ihre NBA-Schiedsrichterlaufbahn beim Spiel der Miami Heat gegen die Memphis Grizzlies.
Zuvor war sie drei Jahre als Schiedsrichterin in der NBA G-League tätig.